# Cry for a Shadow
Cry for a Shadow (englisch für: Schrei nach einem Schatten) ist ein instrumentales Lied der britischen Band The Beatles aus dem Jahr 1961. Es war ihre erste professionell produzierte Eigenkomposition. Geschrieben wurde es von den beiden Gitarristen der Beatles, George Harrison und John Lennon.

## Hintergrund

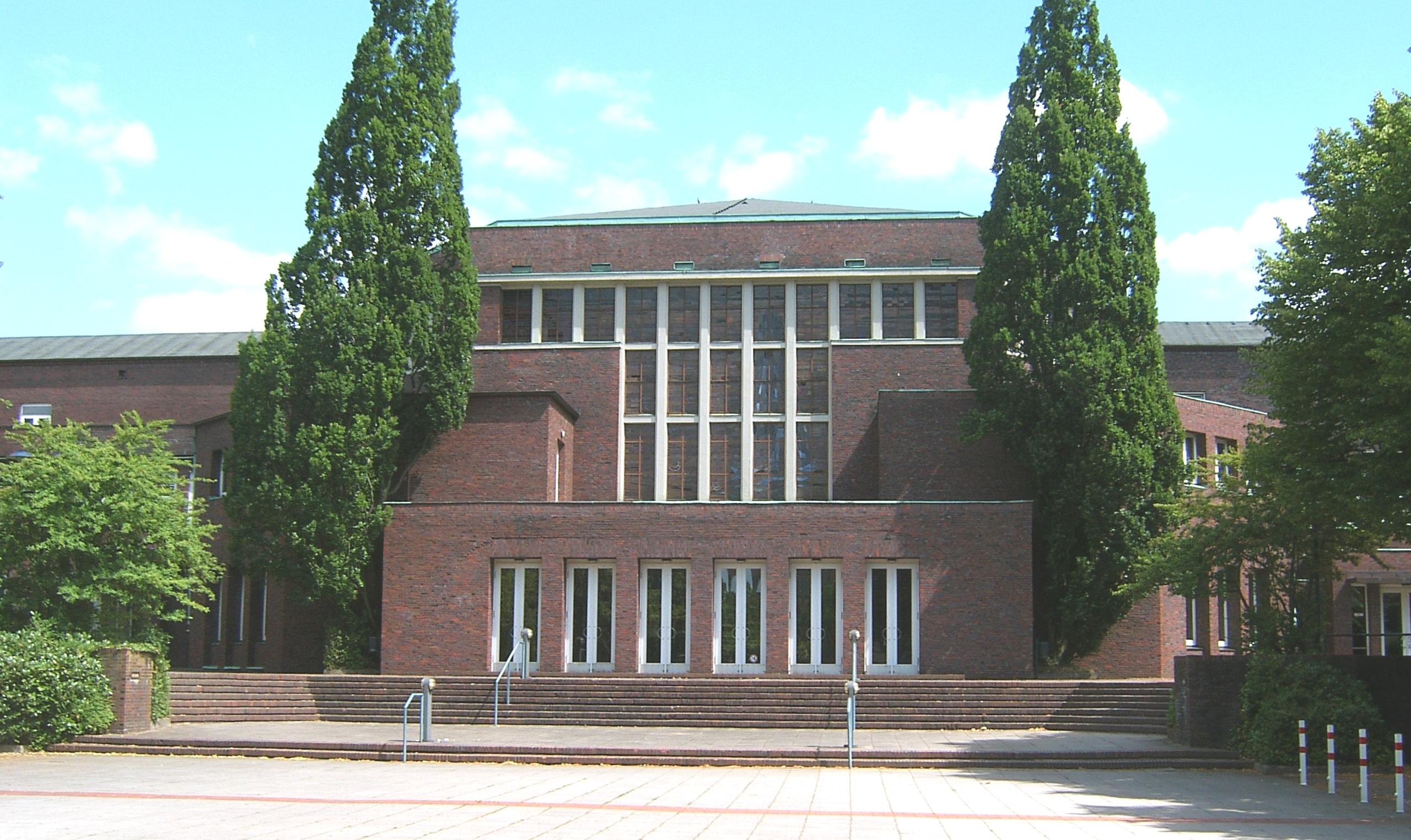
Friedrich-Ebert-Halle

Im Juni 1961 nahmen die Beatles unter dem Namen The Beat Brothers einige Lieder zusammen mit dem britischen Sänger Tony Sheridan auf, auf denen sie nur als Begleitband zu hören sind. Gegen Ende der Aufnahmen, die unter dem Produzenten Bert Kaempfert und dem Toningenieur Karl Hinze am 22. und 23. Juni 1961 in der Hamburger Friedrich-Ebert-Halle stattfanden, bekam die Band die Gelegenheit, zwei Lieder ohne Sheridan aufzunehmen. Die Aufnahmen erfolgten mit einem tragbaren Zweispur-Tonbandgerät.
Hierbei entstanden die Lieder Ain’t She Sweet und Cry for a Shadow – letzteres noch unter dem Titel Beatle Bop. Auf der Aufnahme ist noch der erste Schlagzeuger der Beatles Pete Best anstelle von Ringo Starr zu hören. Stuart Sutcliffe verließ die Beatles bereits vor den Aufnahmen im Juni 1961.
Besetzung
- John Lennon: Rhythmusgitarre
- Paul McCartney: Bass, Rufe im Hintergrund
- George Harrison: Leadgitarre
- Pete Best: Schlagzeug

Das Lied und auch der Titel sind als Parodie auf die Band The Shadows zu verstehen, die Cliff Richard begleiteten. Die Beatles imitierten in Cry for a Shadow sowohl Gitarren- und Bassmelodien der Shadows als auch das typische Schreien von Jet Harris. George Harrison sagte 1987 gegenüber dem Magazin Guitar Player über die Entstehung des Liedes: "Wir haben immer Witze über die Shadows gemacht, und in Hamburg mussten wir so lange spielen, dass wir tatsächlich Apache gespielt haben oder was auch immer ihr Hit war. Aber John und ich haben eines Tages einfach nur Mist gemacht, und er hatte diese neue kleine Rickenbacker mit einer lustigen Art von Wackelstange drauf. Und er fing damit an, und ich kam einfach rein, und wir haben es auf der Stelle komponiert. Dann fingen wir an, es ein paar Nächte lang zu spielen, und es kam irgendwie auf eine Platte. Aber es war wirklich ein Witz, also nannten wir es 'Cry For A Shadow'." Cry for a Shadow blieb die einzige bekannte Komposition, die Harrison-Lennon zugeschrieben wird.

## Veröffentlichung
Ursprünglich sollte Cry for a Shadow 1961 auf der B-Seite der Single Why erscheinen, auf der Sheridan sang, jedoch entschied sich die Plattenfirma dagegen. Im April 1962 erschien in Frankreich die EP Mister Twist (Katalognummer 21914) von Tony Sheridan, die erstmals folgende vier Lieder mit den Beatles enthält: When the Saints / Cry for a Shadow / My Bonnie / Why.
Erst im Zuge der späteren Popularität der Beatles wurde Cry for a Shadow (nunmehr als A-Seite) am 28. Februar 1964 von der deutschen Plattenfirma Polydor veröffentlicht. Das Lied Why wurde auf die B-Seite gepresst. Das Cover der Single zeigt in Anspielung auf die Pilzfrisuren der Beatles vier stilisierte Pilze.  Die Single konnte sich nicht in den Charts platzieren. In den USA wurde die Single Why / Cry for a Shadow veröffentlicht.
Cry for a Shadow wurde auf dem Kompilationsalbum The Beatles’ First veröffentlicht. Das Album erschien im April 1964 in Deutschland und am 4. August 1967 in Großbritannien. In den USA wurde das Album am 4. Mai 1970 unter dem Titel In the Beginning (Circa 1960) veröffentlicht. Am 20. November 1995 erschien das Lied auf dem Kompilationsalbum Anthology 1 erneut.